# Кальвильо (муниципалитет)
Кальвильо (исп. Calvillo) — муниципалитет в Мексике, входит в штат Агуаскальентес. Административный центр — город Кальвильо.

## История
18 ноября 1771 года указом губернатора Мануэля Колона де Ларретеги был образован приход Сан-Хосе-де-Уахуакар. В 1778 году Хосе Кальвильо выделил землю под город, который был назван в его честь.
Во время французской интервенции в Мексику северная часть долины Уахуакар была оккупирована французами.

## Состав
В муниципалитете имеется 152 населённых пункта. Крупнейшие из них:
| Русское название       | Испанское название     | Население |
| Всего в муниципалитете | Всего в муниципалитете | 50 183    |
| Кальвильо              | Calvillo               | 18 271    |
| Охокальенте            | Ojocaliente            | 6515      |
| Эль-Куэрверо           | El Cuervero            | 2221      |
| Ла-Лабор               | La Labor               | 1953      |
| Валье-Уэхукар          | Valle Huejúcar         | 1885      |